# 마뱌오
마뱌오(중국어 간체자: 马飚, 정체자: 馬飆, 1954년 8월~)는 중화인민공화국의 정치인이다. 좡족으로 광시 좡족 자치구 주석을 지냈다.

## 생애
바이써 시 출신으로, 중앙민족대학 정치학과를 졸업했다. 1985년 6월, 중국공산당에 입당했으며 중국공산당 제17기 중앙후보위원과 제18기 및 19기 중앙위원을 지냈다. 2008년부터 2013년까지 광시 좡족 자치구 당위원회 부서기와 인민정부 주석을 역임했다. 2013년 3월, 제12기 전국정치협상회의 부주석에 선출되었고 2018년 3월 제13기 전국정협 부주석에 재선출되었다.